# Leucothyreus geminatus
Leucothyreus geminatus är en skalbaggsart som beskrevs av Eugène Benderitter 1925. 
Leucothyreus geminatus ingår i släktet Leucothyreus och familjen Rutelidae. Inga underarter finns listade i Catalogue of Life.